# Niemokszty
Niemokszty (lit. Nemakščiai) – miasteczko na Litwie, położone w okręgu kowieńskim, w rejonie rosieńskim. Liczy 905 mieszkańców (2001).